# Nik Welter
Nikolaus (Nik) Welter, eigenlijk Nicolas Welter, (Mersch, 2 januari 1871 – Luxemburg-Stad, 13 juli 1951) was een Luxemburgs auteur, docent, politicus, literatuurhistoricus en -criticus.

## Leven en werk
Nikolaus of Nik Welter was een zoon van postbode Théodor Welter en Anna Neuberg. Zijn moeder overleed binnen twee weken na zijn geboorte, waarna vader Théodor hertrouwde met haar zus Maria Neuberg. Na Welters opleiding aan het Athénée royal grand-ducal studeerde hij van 1889 tot 1893 Duits, Romaanse taal- en letterkunde en filosofie in Luxemburg, Leuven en Parijs. Hij liep stage in Bonn, Berlijn en Luxemburg. Hij trouwde in 1897 met Julie Mischo (1873-1972). Welter kreeg een aanstelling als docent Duits, Latijn, Frans en geschiedenis aan het Gymnase de Diekirch (1897-1906) en doceerde vervolgens aan zijn oude Athénée (1906-1918). Op voorstel van de socialisten trad hij toe tot de Regering-Reuter. Hij werd niet-partijgebonden Minister van Onderwijs in een kabinet waartoe ook Auguste Collart en Auguste Liesch behoorden.  In 1921 nam hij ontslag als minister. Hij was daarna hoofdinspecteur van het lager onderwijs (1922-1936).
Welter schreef vanaf 1898 in het Duits literaire verhandelingen, taalkundige studies, gedichten, romans, toneelstukken over historische figuren en een drietal autobiografische boeken. Welters boek Das Luxemburgische und sein Schrifttum (1914) werd jarenlang beschouwd als het standaardwerk over de geschiedenis van de Luxemburgse literatuur. In 1924-1925 werd zijn tot dan verschenen werk gebundeld in vijf banden, onder de naam Gesammelte Werke. Een deel van zijn werk werd op muziek gezet. In 1919 schreef Welter ter gelegenheid van het huwelijk van groothertogin Charlotte met Felix van Bourbon-Parma de hymne Wilhelm, dat naast Ons Heemecht geldt als volkslied van Luxemburg. Het wordt gespeeld bij gelegenheden waar leden van het Luxemburgse Groothertogelijk huis aanwezig zijn.
Autobiografisch zijn Welters boeken Im Dienste. Erinnerungen aus verworrener Zeit (1925), Im Werden und Wachsen: aus dem Leben eines armen Dorfjungen (1926) en Freundschaft und Geleit. Erinnerungen (1936). In 1937 ontving Welter de Joseph-von-Görres-Preis van de Universiteit van Bonn, voor zijn verdiensten voor de Duitse cultuur buiten Duitsland. Vanwege de opkomst van het Duits nationaalsocialisme besloot hij eind jaren 1930 de pen neer te leggen.
Begin 1951 werd Nik Welter benoemd tot Grootofficier in de Orde van de Eikenkroon. Hij overleed later dat jaar, op 80-jarige leeftijd, en werd begraven op de Cimetière Notre-Dame. In Luxemburg-Stad, Mersch en Sandweiler werden straten naar hem vernoemd. Pierre Berchem maakte in 1960 een bronzen reliëfportret van Nik Welter. Bij de stadskerk in Mersch staat een monument, met een door Sonia Welter gemaakte bronzen buste van Welter.

## Enkele werken
Lyrisch
- Frühlichter. Gedichte (1903)
- Aus alten Tagen. Balladen und Romanzen aus Luxemburgs Sage und Geschichte (1900)
- In Staub und Gluten. Neue Gedichte (1909)
- Hochofen. Ein Büchlein Psalmen (1913)
- Über den Kämpfen. Zeitgedichte eines Neutralen (1915)
- Mariensommer. Ein Büchlein Lieder (ca. 1929-30)

Non-fictie
- Die Dichter der luxemburgischen Mundart. Literarische Unterhaltungen (1906)
- Hohe Sonnentage. Ein Ferienbuch aus der Provence und Tunesien (1912)
- Frederi Mistral. Der Dichter der Provence (1899)
- Theodor Aubanel. Ein provenzalischer Sänger der Schönheit (1902)
- Das Luxemburgische und sein Schrifttum (1914)
- Mundartliche und hochdeutsche Dichtung in Luxemburg. Ein Beitrag zur Geistes- und Kulturgeschichte des Großherzogtums (1929)

Theater
- Siegfried und Melusina. Dramatisierte Volkssagein drei Abtheilungen (1900)
- Die Söhne des Öslings. Ein Bauerndrama aus der Zeit der französischen Revolution in fünf Aufzügen (1904)
- Der Abtrünnige. Eine Komödie der Treue (1905)
- Prof. Forster. Ein Trauerspiel in fünf Aufzügen (1908)
- Lene Frank. Ein Lehrerinnendrama in 4 Aufzügen (1906)
- Mansfeld. Ein Schicksalsspiel in vier Akten (1912)
- Dantes Kaiser. Geschichtliches Charakterspiel in fünf Aufzügen  (1922)
- Griselinde. Oper in drei Aufzügen und vier Bildern (1918)
- Grossmama. Die Tragödie einer Seele in einem Aufzuge (1931)
- Die Braut. Ein geschichtliches Spiel in drei Aufzügen (1931)
- Goethes Husar. Aus seinem Leben. Dichtung und Wahrheit in drei Aufzügen (1932)